# Lin Chuan
Lin Chuan (en chino: 林全, pinyin: Lín Quán; Kaohsiung, República de China, 13 de diciembre de 1951) es un político y economista taiwanés y desde el 20 de mayo de 2016 hasta el 8 de septiembre de 2017, Premier de la República de China.
En política es independiente, pero está vinculado con el Partido Democrático Progresista. Desde los años 2000-2006 ha ocupado los cargos de ministro de Presupuesto, Contabilidad y Estadísticas y de Finanzas, en el Yuan Ejecutivo.
En 2016 fue designado por la presidenta electa Tsai Ing-wen, como nuevo Primer ministro de la República de China "electo".

## Biografía

### Inicios y carrera profesional
Nacido en el distrito Zuoying de la ciudad taiwanesa de Kaohsiung, el día 13 de diciembre de 1951.
Realizó su formación primaria y secundaria en un colegio e instituto de su ciudad. Luego se graduó con una licenciatura en Economía por la Universidad Católica Fu Jen, hizo una maestría en Finanzas por la Universidad Nacional Chengchi y seguidamente se trasladó hacia los Estados Unidos, donde obtuvo un doctorado en las mismas materia por la Universidad de Illinois en Urbana-Champaign.
Años más tarde inició su carrera política como independiente, pero vinculado al Partido Democrático Progresista (PDP).
En mayo de 2000 entró en el gobierno central ("conocido como Yuan Ejecutivo") y fue nombrado ministro de la Dirección General de Presupuesto, Contabilidad y Estadísticas, hasta diciembre de 2002 que pasó a ser ministro de Finanzas.
Después en enero de 2006, renunció a su cargo de ministro y entró a trabajar en el sector privado, donde sirvió en la junta y dirigió a grupos de reflexión de numerosas empresas.
Más tarde al mismo tiempo, también se desempeñó como Jefe del Departamento Financiero del Ayuntamiento de la ciudad de Taipéi.
Tras la victoria de la política Tsai Ing-wen en las Elecciones generales de la República de China de 2016, lo ha designado como co-organizador del equipo de transición de la nueva presidenta electa, para gestionar la transferencia de poder con el presidente saliente Ma Ying-jeou. Desde su nombramiento en el equipo de transición, Lin ha sido objeto de numerosos rumores por parte de la prensa nacional que lo vinculan con varios puestos y como uno de los hombres más importantes dentro de la nueva administración.
En el mes de febrero de este año, fue elegido para dirigir un grupo de trabajo que exploró la posibilidad de que el país pueda unirse al tratado de libre comercio: Acuerdo Transpacífico de Cooperación Económica ("Trans-Pacific Partnership, TPP").
Actualmente el día 15 de marzo, la presidenta electa Tsai Ing-wen, anunció públicamente que ha elegido ha Lin para que asuma el cargo de nuevo primer ministro de la República de China en el nuevo gobierno.

## Vida privada
Lin Chuan, está casado desde el año 2002 con Wu Pei-ling y ambos tienen dos hijas en común.